# 内田安夫
内田安夫（うちだ やすお、生年日不詳）は、昭和期に活動した日本の撮影技師、平成初期の映像プロデューサー、演出家。東映のカメラマン内田正司とフリーのカメラマン内田清美は弟にあたる。第2・11回日本テレフィルム技術賞受賞。

## 経歴
昭和30年代より、新東宝、東映の映画・テレビ作品の撮影を手がける。特に「特別機動捜査隊」では、ケレン味を盛り込んだカメラワークでドキュメントタッチな作風にエッセンスを加えた。1980年代に入ると、東映を離れ大映テレビの作品を担当。平成期にはエロス系Vシネマの監督・プロデューサーに転向。
1996年プロデュース作品である「スキャンダラスSEIKO」（TMC）に関連し主演女優である神田聖子、監督である佐々木浩久と共に公然猥褻容疑で逮捕される。

## 撮影

### 映画
- 麻薬街の殺人 （1957年、新東宝）
- 殺人と拳銃 （1958年、新東宝）
- 消えた私立探偵 （1958年、新東宝）
- 地獄の渡り者 （1960年、第二東映）
- 決斗の谷 （1960年、第二東映）
- 十七才の逆襲 俺は昨日の俺じゃない （1960年、第二東映）
- ファンキーハットの快男児シリーズ （1961年）
  - ファンキーハットの快男児 （1961年、ニュー東映）
  - ファンキーハットの快男児 二千万円の腕 （1961年、東映）
- 不敵なる脱出 （1961年、ニュー東映）
- 俺らは空の暴れん坊 （1961年、ニュー東映）
- 台風息子 お化け退治 （1961年、ニュー東映）
- 台風息子 冒険旅行 （1961年、ニュー東映）
- 飛ばせ特急便 深夜の脱獄者 （1961年、ニュー東映）
- 飛ばせ特急便 魔の十八号線 （1961年、ニュー東映）

### テレビドラマ
- コロちゃんの冒険 （1959年、NET / 東映）
- わんぱく四銃士 （1959年、NET / 東映）
- 七色仮面 （1959年、NET / 東映）
- 新七色仮面 （1960年、NET / 東映）
- 特別機動捜査隊 （1961 ‐ 1977年、NET / 東映）
- 旗本退屈男 （1973年、NET / 東映）
- ぐるぐるメダマン （1976 ‐ 1977年、12CH / 東映）
- ジグザグブルース （1977年、テレビ朝日 / 東映）
- 新幹線公安官 （1977年、テレビ朝日 / 東映）
- がんばれ!レッドビッキーズ （1978年、テレビ朝日 / 東映）
- Gメン'75 （TBS / 東映）
- 噂の刑事トミーとマツ （TBS / 大映テレビ）
- 人はそれをスキャンダルという （1978 ‐ 1979年、TBS / 大映テレビ）
- 秘密のデカちゃん （1981 ‐ 1982年、TBS / 大映テレビ）
- 高校聖夫婦 （TBS / 大映テレビ）
- 少女が大人になる時 その細き道 （1984年、TBS / 大映テレビ）
- 不良少女とよばれて （1984年、TBS / 大映テレビ）
- セーラー服反逆同盟 （1986 ‐ 1987年、日本テレビ / ユニオン映画）
- はぐれ刑事純情派 （1989年、テレビ朝日 / 東映）

### その他
- ピンク・レディー物語 栄光の天使たち （1978年、12CH / 東映）